# Hazar-Naturreservat
Das Hazar-Naturreservat ist ein Naturreservat in der Provinz Balkan im Westen Turkmenistans. Das Reservat wurde im Jahr 1932 eingerichtet und steht unter der Verwaltung des turkmenischen Ministeriums für Naturschutz. Seit März 2009 ist das Hazar-Naturreservat zudem auf der Vorschlagsliste Turkmenistans für die Aufnahme in das UNESCO-Welterbe aufgeführt.

## Lage
Das Naturreservat umfasst ein 268.037 Hektar großes Gebiet im Westen Turkmenistans. Es erstreckt sich südlich der Hafenstadt Türkmenbaşy entlang der Küste des Kaspischen Meeres bis zur iranisch-turkmenischen Grenzregion. Der Name des Naturreservats ist abgeleitet von dem gleichnamigen Ort Hazar, der auf einer Halbinsel im Kaspischen Meer auf dem Gebiet des Naturreservats liegt (siehe Karte). Insgesamt ist die Region nur dünn besiedelt, größere Städte in der Umgebung des Naturreservats sind neben Türkmenbaşy, Balkanabat und Gyzylarbat im Osten sowie im Süden Bandar-e Torkaman in der iranischen Provinz Golestan.

## Natur
Das Naturreservat umfasst mehrere Buchten und angrenzende Sumpfgebiete sowie einige vorgelagerte Inseln, darunter die größte turkmenische Insel, Ogurja Ada. Die Flora des Reservats wird von einer großen Zahl verschiedener Arten von Algen geprägt. Das Gebiet ist außerdem von großer Bedeutung für den Vogelzug in der Region und daher als Important Bird Area gekennzeichnet. Älteren Schätzungen zufolge überwintern bis zu 800.000 Vögel auf dem Gebiet des Hazar-Naturreservats. Bei Beobachtungen zwischen 1971 und 2005 wurden 296 verschiedene Arten beobachtet, darunter 138 Arten von Wasservögeln. Besonders häufig zu beobachten sind Blässhühner, Krickenten, Stockenten, Kolbenenten, Tafelenten und Rosaflamingos. Auch gefährdete Arten wie die Kaspische Robbe und mehrere Arten der Störe sind auf dem Gebiete des Naturreservats beheimatet.